# Studio 4°C
Анімаційна студія Studio 4 °C заснована в 1986 році  трьома японськими аніматорами - Кодзі Морімото, Ейко Танака і Йосіхару Сато. Назва дана на честь фізичного явища, при якому вода досягає найбільшої густини. Назву «Studio 4 °C» не слід плутати зі «Studio 4C» - назвою команди помічників манґаки Кацури Масакадзу, а також зі «Studio 4», командою розробників морських симуляторів.
Вони відомі з'єднанням духу незалежної фестивальної анімації з естетикою масового аніме. Крім того, багато їх творів відносять до течії «superflat», і роботи Морімото демонструються на виставці Такасі Муракамі.

## Роботи

### Художні фільми
- Memories (1995)
- Eternal Family (1997)
- Spriggan (1998)
- Princess Arete (2001)
- Mind Game (2004)
- Tekkon Kinkreet (2006)
- Genius Party (2007)
- Sachiko (2007 — Анонсований)
- Genius Party Beyond (2008)
- Перший загін (First Squad) (2009)

### OVA
- Detroit Metal City (2008)

### Телевізійні серіали
- Urarochi Diamond (2000)
- Piroppo (2001)
- Tweeny Witches (2004)
- Kimagure Robot (2004)

### Анімація
- Noiseman Sound Insect (1997)
- Аніматриця (2003)
- Hijikata Toshizo: Shiru no Kiseki (2004)
- Mind Game (2004)

### Музичні кліпи
- Ken Ishii — «Extra» (1996)
- The Bluetones — «Four Day Weekend» (1998)
- Glay — «Survival» (1999)
- Хамасакі Аюмі — «Connected» (2002)
- Linkin Park — «Breaking the Habit»  (2003)
- Лігалайз — «First Squad» (2005)

### Короткометражні фільми
- Gondora (1998)
- Aerial Bar (2000)
- Kigeki (2000)
- Chicken’s Insurance (2001)
- In the Evening of a Moonlit Night (2001)
- Table and Fishman (2001)
- Sweat Punch 1 — Professor Dan Petory’s Blues (2002)
- Sweat Punch 2 — End of the World (2002)
- Sweat Punch 3 — Comedy (2002)
- Sweat Punch 4 — Higan (2002)

### Відеогри
- Rogue Galaxy (2005)
- Lunar Knights (2006)
- Catherine (2011)